# Der Untergang des Abendlandes

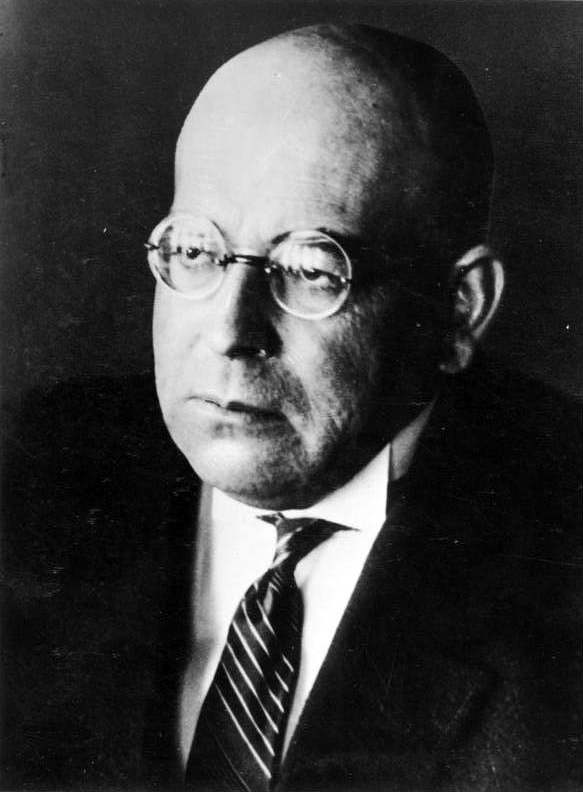
Oswald Spengler

Der Untergang des Abendlandes. Umrisse einer Morphologie der Weltgeschichte ist das kulturphilosophische Hauptwerk von Oswald Spengler. Der erste Band Gestalt und Wirklichkeit wurde von 1918 an in erster und zweiter Auflage im Verlag Braumüller in Wien herausgegeben, der zweite Band Welthistorische Perspektiven erschien 1922 beim Verlag C. H. Beck in München. Die weiteren Auflagen seit 1923 revidieren die älteren Teile des Gesamtwerkes in einigen, meist sprachlichen Punkten.
Spengler vergleicht das europäisch-nordamerikanische Abendland unter kulturmorphologischen Gesichtspunkten mit sieben anderen Hochkulturen. Er entwirft so das Panorama einer spezifischen Geschichtsphilosophie. Sie reflektiert die Erfahrungen der Zeit vor und während des Ersten Weltkrieges und zeigt sich von den revolutionären Begleitumständen der Epoche inspiriert. Als Philosoph empfiehlt er indes den „Blick auf die historische Formenwelt von Jahrtausenden […] wenn man wirklich die große Krisis der Gegenwart begreifen will.“
Der Autor war schon 1904 in seiner Dissertation Der metaphysische Grundgedanke der heraklitischen Philosophie zu Ansätzen eines Vergleiches gelangt. Diese Ansätze betrafen bereits die Entwicklung der antiken bzw. der abendländischen Kultur. Interkulturelle Vergleiche zwischen Ereignissen (auch künstlerischer und geistesgeschichtlicher Art) waren zu Spenglers Zeit zwar keineswegs neu und sogar schon in der einflussreichen Geschichtsphilosophie Georg Wilhelm Friedrich Hegels angelegt, dessen Einfluss auf Spengler nicht zu unterschätzen ist; aus der Verbindung mit einer eigenen Philosophie entwickelte Spengler indes bereits in seiner Dissertation – und jetzt systematisch in seinem Hauptwerk – ein metaphysisch verwurzeltes System, welches den Anspruch erhebt, die gesamte höhere Kulturgeschichte zu erklären und sogar kommende Entwicklungen vorauszusagen: In seinem Buch werde „zum ersten Mal der Versuch gewagt, Geschichte vorauszubestimmen.“
Die Prognose der künftigen Entwicklung des Abendlandes formuliert die berühmte These des „Untergangs“, verstanden als notwendiger und im Grunde „natürlicher“ Abschluss einer vorausgehenden Blüte- und anschließender längerer Abstiegszeit, mit nachfolgender charakteristischer „Fellachen-Unkultur“. Diese Interpretation ersetzt die vor dem Ersten Weltkrieg noch weitverbreitete Vorstellung eines kontinuierlichen und geschichtsnotwendigen Fortschritts der Menschheitsgeschichte.

## Titelwahl
Der Haupttitel, der seit 1912 feststand, war immer wieder Anlass zu Missverständnissen. In seiner düster akzentuierten Formulierung ging er auf Otto Seecks 1895 bis 1921 erschienene Geschichte des Untergangs der antiken Welt zurück. Spenglers Titel bezieht sich nicht auf einen einmaligen, katastrophalen Einschnitt im Verlauf der abendländischen Geschichte, sondern auf einen Prozess von mehreren Jahrhunderten Dauer, an dessen Beginn seines Erachtens die westeuropäische Geschichte steht.
Spengler wehrte sich ausdrücklich gegen die pessimistische Auslegung seines Buchtitels: „Der Begriff einer Katastrophe ist in dem Worte nicht enthalten. Sagt man statt Untergang Vollendung, (…) so ist die ‚pessimistische‘ Seite einstweilen ausgeschaltet, ohne daß der eigentliche Sinn des Begriffs verändert worden wäre.“ In seiner 1921 erschienenen Verteidigungsschrift Pessimismus? mokiert Spengler sich über das Missverständnis, „‚Untergang‘ werde oft im Sinne des Untergangs eines Ozeandampfers verstanden“.
Der Untertitel des philosophischen Werkes liegt der Hauptthese Spenglers näher als der alarmierende Haupttitel: Er kennzeichnet die Weltgeschichte als immer wiederkehrenden Aufstieg und Niedergang von Kulturen und Zivilisationen.

## Philosophische Grundlagen

### Grundbegriffe
Spenglers philosophische Grundlagen einschließlich der Morphologie sind eklektische Neuarrangements traditioneller und (zum damaligen Zeitpunkt) aktuell-zeitgenössischer Philosopheme. Seine Vorbilder waren Johann Wolfgang von Goethes Morphologie und Friedrich Nietzsches Auffassung von Leben, Geist und Seele. Zentralität beanspruchte der lebensphilosophische Begriff des Daseins als „kosmische Flutungen“. Ständiges Werden und Vergehen sei deren Kennzeichen. Die näheren Bestimmungen des Lebens umschreibt Spengler mit den Begriffen:
- Takt und Spannung: Das kosmische Gerichtetsein eines Lebensstromes (Takt) unterscheidet sich vom verstandes- und vernunftmäßig gliedernden, aber zum Dasein bloß hinzutretenden Wachsein der höheren Tierarten einschließlich des Menschen.
- Gestalt und Gesetz: In Anlehnung an die Gestalttheorie, wie sie durch Christian von Ehrenfels formuliert wurde, ging Spengler von zwei Möglichkeiten der Welt-Auffassung und des Weltverstehens aus. Der intuitiv erfassbare Lebenszusammenhang unterscheide sich von dessen mechanistischer Auffassung nach Kausalitätsprinzipien. Spengler spricht darüber hinaus auch von „Physiognomik“ und „Systematik“.
- Wille zur Macht (entlehnt aus Nietzsches Also sprach Zarathustra): Das Leben sei ein ständiges Mehr-Werden- und Überwältigen-Wollen, ein Drang nicht nur nach Dasein, sondern nach Herrschaft:

„Was wir heute gern als Lebensenergie (Vitalität) bezeichnen, jenes ‚es‘ in uns, das vorwärts und aufwärts will um jeden Preis, der blinde, kosmische, sehnsüchtige Drang nach Geltung und Macht, […] das Gerichtetsein und Wirkenmüssen ist es, was überall unter höheren Menschen als politisches Leben die großen Entscheidungen sucht und suchen muß, um ein Schicksal entweder zu sein oder zu erleiden. Denn man wächst oder stirbt ab. Es gibt keine dritte Möglichkeit.“

Spengler partizipiert mit der Vorstellung eines Urkrieges, der die Grundbedingung allen Lebens sei – er spricht auch vom Krieg als „Urpolitik alles Lebendigen“ –, an sozialdarwinistischen Ideologien. Eine Verwandtschaft seines Weltbildes mit der Philosophie Henri Bergsons dürfte eher auf Zufälligkeiten beruhen, da Spengler Bergsons Schriften erst nach Beendigung seines Hauptwerkes rezipierte.

### Morphologie und Geschichtsphilosophie
Der morphologische Ansatz geht auf Spenglers Rezeption Goethes zurück. Seit dem 19. Jahrhundert wurden Lebewesen (Pflanzen) unter der Optik dynamischer Einheiten aufgefasst. Ein so aufgefasstes morphologisches Verständnis erschließt sich an der Erkenntnis lebendig sich entwickelnder Formen (nach Goethe), speziell in der Annahme, sie durchliefen Phasen der Jugend, der Reifung, des Alterns und des Absterbens. Spengler überträgt die Morphologie als Methode der Naturerkenntnis auf die Erkenntnis der Geschichte. Die „Welt als Geschichte“ erschließe sich erst in der Erfassung ihrer biologischen Wesenheit. Die kosmischen Flutungen des Lebens ergössen sich nicht willkürlich in das chaotische Weltgeschehen, sondern würden sich dem philosophischen Blick zu Einheiten von großer innerer Homogenität ordnen, zu Hochkulturen und ihrem historischen Verlauf. Spenglers Methode läuft also auf ein organologisches Weltbild mit lebensphilosophischen Akzenten hinaus. Nicht nur Pflanzen und Tiere, sondern auch die künstlichen Äußerungsformen des Menschen, Kunst, Gesellschaft, Politik, Staat sind für ihn Lebenseinheiten. Diese wiederum würden die Geschichte in ihrem unabänderlichen Prozess bestimmen. Die dabei benutzten ursprünglich biologischen Termini waren für Spengler keine Metaphern, vielmehr hielt er sie real-naturalistisch für adäquate Begriffe zur Beschreibung politisch-gesellschaftlicher Prozesse. Der Historiker Alexander Bein urteilt, dadurch habe Spengler seine Kulturschau in den Bereich des Mythos gerückt.

### Hochkultur
Unter dem Vorzeichen der morphologischen Geschichtsbetrachtung postuliert Spengler die Hochkultur als die vornehmste Einheit und Trägerin der Weltgeschichte: „Kulturen sind Organismen. Weltgeschichte ist ihre Gesamtbiographie.“
Kulturen sind für Spengler sozusagen Riesenpflanzen, die aus einer mütterlichen Landschaft heraus geboren werden, wachsen, reifen und schließlich verfallen. Die Dauer einer jeden Hochkultur setzt Spengler etwa mit einem Jahrtausend an. Spengler identifiziert für die zurückliegenden 5.000 Jahre insgesamt „acht Hochkulturen“:
1. Ägyptische Kultur: seit ca. 2600 v. Chr. am Nil, unter Einschluss der kretisch-minoischen Kultur.
2. Babylonische Kultur: seit ca. 2600 v. Chr. im heutigen Nahen Osten. (Diese Kultur erreichte nach Spengler mit dem Altbabylonischen Reich ihren Höhepunkt, begann aber mit dem Übergang von der Vorherrschaft der Sumerer – die Spengler überwiegend als Vorkultur ansah – zum Reich von Akkad.)
3. Indische Kultur: seit 1500 v. Chr. im Indus-Gebiet und im Inneren des indischen Subkontinents
4. Chinesische Kultur: seit 1400 v. Chr. auf dem ostasiatischen Kontinent.
5. Antike, also griechisch-römische Kultur: seit 1100 v. Chr. im Mittelmeerraum (Kernland: heutiges Griechenland und Italien).
6. Arabische Kultur (worunter Spengler auch die frühchristliche und die byzantinische Kultur summiert): seit Christi Geburt am östlichen Mittelmeerrand.
7. Aztekische Kultur: seit ca. 200 n. Chr. im Hauptgebiet Mittelamerika.
8. Abendländische Kultur: seit 900 n. Chr. in Westeuropa, später auch Nordamerika.

Mit der neunten, der russischen Kultur identifiziert Spengler einen weiteren Kultur-Organismus, dem die Zukunft des kommenden dritten Jahrtausends gehöre.
Spengler nimmt für jede Kultur eine Zeit der Vorbereitung, eine so genannte „Vorkultur“ an. Für die abendländische Kultur repräsentiert die Zeit der Merowinger und Karolinger (500–900 n. Chr.) die Periode der kulturellen Vorwegnahme der Hochkultur der „Gotik“.
Der Sinn der Geschichte erfülle sich im Werden und Vergehen dieser Hochkulturen, nicht etwa in linearen Geschichtsvorstellungen wie dem Schema Altertum – Mittelalter – Neuzeit. Spengler betrachtet diese Erkenntnis als die kopernikanische Wende in der Geschichtsbetrachtung.

## Kulturverlauf

### Gleichartigkeit und Gleichwertigkeit
Die Hochkulturen seien untereinander gleichberechtigt. Es gebe keine „Geschichte der Menschheit“, sondern nur eine Geschichte (isolierter) Kulturen. Als Individuen höherer Ordnung würden die acht Hochkulturen einen morphologischen Vergleich gestatten:
- Sämtliche Hochkulturen besäßen eine analoge Geschichte, einen sich jeweils entsprechenden inneren Bau. Sie besäßen sämtlich ihre Frühzeit, ihre Hochblüte, ihr Verfallsstadium und schließlich ihr Sterben.
- Dies gestatte es, die Zukunft noch nicht abgeschlossener Kulturen zu prognostizieren. Die abendländische Kultur gehe ihrem Ende entgegen, und die russische Kultur blühe auf.

### Gleichzeitigkeit
Somit gelangt Spengler zu einem (semantisch eher ungewöhnlichen) Begriff von „Gleichzeitigkeit“. Geschichtsphilosophisch gewendet, meint er nicht die absolute Zeitidentität, sondern die relative Lage sich entsprechender Ereignisse in verschiedenen Kulturen.
Am besten stellt man sich Spenglers Standpunkt wie folgt vor: Mit dem Heranreifen einer neuen Hochkultur beginnt gleichsam immer wieder eine neue „Zeitrechnung“: sozusagen das erste, zweite, dritte (usw.) Jahrhundert nach Kulturbeginn. Das „erste“ antike Jahrhundert wäre die Zeit von etwa 1100–1000 v. Chr., das „erste“ abendländische 900–1000 n. Chr. Folglich nimmt Spengler diese beiden Perioden als gleichzeitig (im Sinne der Kulturentwicklung) an. Einige Beispiele (vorwiegend aus dem Vergleich der antiken und abendländischen Geschichte) mögen der Veranschaulichung dienen:
- Homers Ilias und Odyssee (8. Jahrhundert v. Chr.) und das abendländische Nibelungenlied (13. Jahrhundert) seien gleichzeitig zu denken, da sie jeweils etwa in das 3./4. Jahrhundert nach Kulturbeginn fallen würden.
- Konfuzius in der chinesischen und Immanuel Kant in der abendländischen Kultur entsprächen sich: jeweils etwa im 9. Jahrhundert nach Beginn der Kultur.
- Gleichfalls nach jeweils 9 Jahrhunderten träten in der Antike Alexander der Große und im Abendland Napoleon Bonaparte auf.

Spenglers behauptete Gleichzeitigkeiten ergeben mitunter Abweichungen von mehreren Jahrzehnten bis zu über einem Jahrhundert. Spengler erklärt dies durch die unterschiedlichen Tempi, mit welchen die einzelnen Phasen einer Kultur durchlaufen werden, z. B. die langsame bürgerliche Revolution, die es seines Erachtens in der griechischen Antike gab, gegenüber der schnellen im Abendland. Entscheidend in Spenglers Konzeption ist nicht die absolute Dauer einer Phase, sondern die gleiche Lage der Phasen untereinander.

### Organische Kulturentwicklung
Die noch „seelenhafte“ Frühzeit gebäre stets einen Mythos großen Stils (antik: die olympischen Götter, abendländisch: den germanischen Katholizismus, entsprechende Religionsbildungen in Indien, China, Mexiko, sowie das Urchristentum zur Zeit Jesu). Zugleich träten die neuen politischen Mächte hervor, Adel und Priestertum, die er als die beiden Urstände jeder Kultur ansieht.
Die Kunst jeder frühen Kultur zeige eine neue Leidenschaft, eine Durchseelung je eigener Art (antik: Dorik, abendländisch: gotische Dome), und die Philosophie beginne sich neu zu regen. Gleiches gelte für die Dichtkunst (antik: Homer, abendländisch: die Heldenepen).
Mit der Zeit gehe die politische Verfassung vom Lehnsverband zum Ständestaat über. Das landverbundene Leben der Frühzeit weiche einer Stadtkultur, in der zunehmend der Dritte Stand (tiers), das Bürgertum, eine Rolle spiele. Später, im Zustand der Zivilisation, trete mit dem Proletariat ein Vierter Stand hinzu. Abseits bleibe das Bauerntum, von Spengler mit „Nichtstand“ bezeichnet, der ursprünglicher ist als die übrigen Stände, von diesen aber verachtet und politisch ignoriert werde.
Den Höhepunkt der Kulturentwicklung bilde jedes Mal der Absolutismus, den Spengler für die Antike mit der attischen Demokratie zur Zeit des Perikles, für den Okzident mit dem Staatswesen des 17. und 18. Jahrhunderts identifiziert.
Für Spengler gelangten auch Kunst und Philosophie stets „gleichzeitig“ auf ihren Gipfelpunkt: Platon und Aristoteles seien im Abendland in der Person Kants, in China mit Konfuzius wiedergekehrt. Dementsprechend kennten auch die anderen Kulturen ihre Aufklärung, den Rationalismus als „Religion“ der Gebildeten. Die Vollendung der Kultur sei jedoch gleichbedeutend mit deren Ende.

### Kultur und Zivilisation
Die letzte Phase einer Kultur nennt Spengler „Zivilisation“, ein Begriff, der in der deutschen Tradition als Antonym zu Kultur verwendet wurde. Spengler ordnet die beiden Zustände erstmals historisch an. Zivilisation sei der Tod der Kultur, genauer: Der Kulturtod vollziehe sich, indem Kultur in Zivilisation übergeht. Den späten Zustand der Zivilisation charakterisiere:
- das Greisenhafte statt des Jugendlichen, Geschichtslosigkeit,
- Künstlichkeit und Erstarrung aller Lebensbereiche,
- Herrschaft der anorganischen Weltstadt anstelle des lebensvollen bäuerlich geprägten Landes,
- kühler Tatsachensinn anstelle der Ehrfurcht vor dem Überlieferten,
- Materialismus und Irreligiosität,
- anarchische Sinnlichkeit, panem et circenses, Unterhaltungsindustrien,
- Zusammenbruch der Moral und Tod der Kunst,
- Zivilisationskriege und Vernichtungskämpfe,
- Imperialismus und die Heraufkunft formloser Gewalten.

Jede Kultur durchlaufe eine Phase umfassender Weltkriege, barbarischer Gewaltorgien und Kämpfe um die Endherrschaft. Spengler nennt sie in Anlehnung an eine Periode der chinesischen Geschichte die „Zeit der kämpfenden Staaten“.
Nach dem Übergang der Kultur in Zivilisation verschwinde allmählich die gesamte kulturfähige Bevölkerung, indem sie in den Vernichtungskriegen der Zivilisationskrise sich selbst zerstöre bzw. durch einen Drang, nur noch als Individuum zu existieren, die Produktion von Nachkommen vernachlässige. Das ehemalige Kulturgebiet würden am Ende primitive, nicht entwicklungsfähige Volksmassen bewohnen, die Fellachen.
Den Endzustand der Zivilisation sieht Spengler für die Antike mit dem Beginn des Imperium Romanum gekommen, für das Abendland mit Napoleon, für den Orient mit dem Osmanischen Reich, für China im, wie er meint, geschichtslosen Auf und Ab der Kaiserzeit, für Ägypten mit dem Anbruch des Neuen Reiches. Spengler nennt den Zustand der Zivilisation (nach der Überwindung der Krise ihrer Entstehung) auch die Epoche des Weltfriedens. Dieser beruhe jedoch nur auf der Schicksalsergebenheit der breiten Massen, während die großen Cäsaren und Diktatoren um Macht und Einfluss gerungen hätten.

## Kultur-Charakteristik

### Apollinisch, magisch, faustisch
Jede Kultur besitze ihre eigene Seele, die sie aus der mütterlichen Landschaft empfangen habe, in der sie geboren worden sei. Und jede Kultur präge den Menschen, die in ihren Bann gerieten, diese Seelenhaftigkeit auf. Darum glichen sich zwar die Abläufe der Kulturen, nicht aber ihr Stil und folglich auch nicht ihre Äußerungsformen. Spengler benennt drei der acht Hochkulturen gesondert, um deren inneres Weltgefühl zu charakterisieren:
- Antike: apollinisch (nach Nietzsche, also sinnlich-gegenwartsorientiert, ahistorisch fühlend, im endlichen Kosmos verharrend, statisch)
- Orient/Arabien: magisch (das heißt geheimnisvoll in die Welt hineingeworfen, dualistisch empfindend)
- Abendland: faustisch (gewaltig ins Unendliche strebend, historisch denkend, dynamisch)

Darum nähmen die „Entsprechungen“ in den verschiedenen Kulturen jeweils eine stark divergierende Form an, zum Beispiel:
- Architektur: Antiker Tempel gegen arabische Moschee und gotischen Dom (mit seiner unendlichen Vertikaltendenz)
- Kunst: Antike Plastik als reine „Gegenwart“, „faustische“ grenzenlose Musik im Abendland
- Mathematik: Antike Zahl als Größe, arabische Algebra, faustisch-abendländische Differential- und Integralrechnung[6]

- Religion: Antike Götter körperlich und fast menschlich, arabisches Ringen der Mächte des Lichtes und der Finsternis, abendländischer Gott als unendliche Kraft
- Moral: Antike Haltungsmoral und Toleranz, dagegen arabische Schicksalsergebung und westeuropäische Intoleranz
- Staat: Antiker Stadtstaat, abendländische Tendenz zum Flächenstaat

### Kulturbeziehungen
Spengler bestritt, dass es zwischen verschiedenen Kulturen einen Austausch oder eine gegenseitige Befruchtung geben könne. Rezeptionen anderer oder Renaissancen älterer Kulturen hielt er für Fiktion. Der Philosoph Anton Mirko Koktanek beschreibt Spenglers Vorstellung von Kulturen als „fensterlose Monaden“. Zwar gibt es bei ihm immer wieder Beziehungen zwischen Kulturen, die aber nicht mit wirklichem seelischen Austausch zu verwechseln seien. Die jeweils ganz andersartige Disposition des Weltgefühls und des Weltverstehens verhindere eine echte Kommunikation. So sei der Buddhismus zwar von Indien nach China und das Christentum vom Orient nach Westeuropa gelangt, das bedeute jedoch nicht, die Menschen beider Kulturkreise hätten unter den gleichen Worten und Formeln auch dasselbe verstanden. Analoges gelte für unser Verhältnis zur Antike, einer nach Spengler dem Abendland zutiefst fremden Welt.
Das grundsätzliche gegenseitige Nicht-Verstehen treibe zuweilen katastrophale Blüten. Fehlende interkulturelle Empathie habe zum Beispiel im frühen 16. Jahrhundert den Kulturkrieg abendländischer Eroberer gegen die mexikanische Kultur und deren sinnlose Auslöschung verursacht. Spengler ist in diesem Punkt durchaus Pessimist; ein solcher komplexer Zusammenstoß von Hochkulturen könne sich, unter veränderten Vorzeichen, jederzeit wiederholen.
Politisches, kulturübergreifendes Handeln werde durch gegenseitiges Missverstehen (d. h. durch einen Mangel an Kenntnis der anderen Kultursprache) problematisch, denn:

„Der Mensch einer fremden Kultur kann Zuschauer sein und also beschreibender Historiker des Vergangenen, aber niemals Politiker, d. h. ein Mann, der die Zukunft in sich wirken fühlt. Besitzt er nicht die materielle Macht, um in der Form seiner eigenen Kultur handeln und die der fremden mißachten oder lenken zu können […], so steht er den Ereignissen hilflos gegenüber. Der Römer und Grieche dachte immer die Lebensbedingungen seiner Polis in die fremden Ereignisse hinein, der moderne Europäer blickt überall durch die Begriffe Verfassung, Parlament, Demokratie hindurch auf fremde Schicksale, obwohl die Anwendung solcher Vorstellungen auf andere Kulturen lächerlich und sinnlos ist.“

### Pseudomorphose
Als Sonderfall der Kulturbeziehung definiert Spengler das Phänomen, dass sich eine bestehende Kultur lastend über die Landschaft ausbreite und andere, gerade aufblühende Kulturen in ihre Formen zwinge (wenn auch nicht in ihre „Seelenhaftigkeit“). In Anlehnung an einen Begriff aus der Mineralogie nennt Spengler dies eine „historische Pseudomorphose“.
Die Spätantike habe sich in diesem Sinne hinderlich über die arabische Kultur gelegt und jahrhundertelang deren äußere Gestalt gefälscht. Erst der Islam habe sie von der antiken Erblast befreit. Im Jahre 732 habe Karl Martells Sieg über die vordringenden moslemischen Heere das gesamte Abendland davor bewahrt, einer orientalischen Pseudomorphose zu verfallen. Im 17. Jahrhundert habe die gereifte abendländische Kultur seit Peter dem Großen dem Russentum eine Form aufgezwungen, welche ihm nicht gemäß gewesen sei. Die Pseudomorphose dauere noch an, da der Bolschewismus nur ein weiterer kulturfremder Westimport sei.

## Einzelfragen

### Antidemokratische Tendenz
Spenglers Vorstellung vom notwendigen Übergang der politischen Verfassungen in den Cäsarismus (Kaiserzeit) des Spätzustandes der Zivilisation schließt eine antidemokratische und antiliberale Haltung ein. Der Philosoph, seiner eigenen Überzeugung nach national-konservativ, feierte das Preußentum als die abendländische Wiederholung der antiken römischen Expansion. Er träumte von der Zukunft des Imperium Germanicum, welches die zerfallende abendländische Kultur noch einmal zur Gänze zusammenfassen und ordnen sollte.
Die bürgerliche Revolution von 1789, die Ideale von Freiheit, Gleichheit, Brüderlichkeit, führten seiner Meinung nach nur die Herrschaft des Geldes herauf. Der Kapitalismus aber unterhöhle die Gesellschaftsstruktur und wende sich letzten Endes gegen seine eigenen Grundlagen der freiheitlichen Verfassung. Dadurch gehe die Herrschaft des Dritten Standes schließlich auf die des Vierten Standes, der formlosen Masse der Weltstädte, über, genauer gesagt auf diejenigen, die diese Zivilisationsmassen als Dompteure in den Dienst ihrer eigenen Machtabsichten nehmen können. Das Resultat sei der Verfall der Demokratie und die anbrechende Herrschaft der Demagogen und Diktatoren. Spengler hält diese Entwicklung für unausweichlich. Daher misstraut er den Idealen der freiheitlichen Demokratie und des Verfassungsstaates.

### Imperialismus und Cäsarenkult
Spengler erklärte den Imperialismus, den er bejahte, zu einem notwendigen Phänomen im Zeichen der zerfallenden Kultur:

„Ich lehre hier den Imperialismus […]. Imperialismus ist reine Zivilisation. In dieser Erscheinungsform liegt unwiderruflich das Schicksal des Abendlandes.“

Im Zuge der Kulturentwicklung bänden die Kräfte der „Kulturseele“ sämtliche Lebensenergien in eine strenge Form, sogar im Rahmen kriegerischer Handlungen. Der absolutistische Staat des 17. und 18. Jahrhunderts, Ludwig XIV. und Friedrich der Große (antik: etwa die Zeit des Perikles) würden die Blütezeit des formvoll durchgestalteten Gemeinwesens markieren. Unter dem Vorzeichen des Kulturzerfalls würden die Energien des Lebens wieder blind freigesetzt, und Chaos bräche aus. Dieses zu bändigen fiele als Aufgabe stets den großen Einzelnen, den Cäsaren zu. Folglich sei deren geschichtliche Mission unausweichlich. Der Kult, den Spätzeiten um ihre „Führer“ entfalten, enthalte darum etwas Zwangsläufiges in der Geschichte jeder Zivilisation.
Am Ende des Kulturkampfes bliebe stets derjenige Sieger, der es verstanden habe, die anarchischen Tendenzen während der Zeit des Kulturzerfalls am besten zu beherrschen und für sich selbst zu neutralisieren. Das Beispiel der Römer in der Antike zeige dies. Die Preußen-Deutschen sollten sich, so Spengler, für das Abendland ein Beispiel an ihnen nehmen.
Daraus wurde abgeleitet, Spengler habe die These vertreten, dass die letzte, in seinen Worten „cäsaristische“ Phase der abendländischen Hochkultur sich unter deutscher Vorherrschaft entfalten würde und Deutschlands Niederlage in den beiden Weltkriegen diesen Übergang verhindert habe. Der Historiker David McNaughton wies darauf hin, dass Spengler Adolf Hitler für diese Aufgabe der „Cäsaristischen Phase“ für den ungeeignetsten Mann hielt: Der italienische Faschistenführer Benito Mussolini hingegen war für ihn, so Spenglers Biograf Detlef Felken, der „Prototyp einer kommenden Zeit“. Nach der Germanistin Barbara Beßlich ging es Spengler darum, den Caesarismus, von dem er glaubte, er werde kommen, in die von ihm gewünschte Richtung zu lenken, er wollte ihn „nationalistisch instrumentalisieren“.

### Rassenbegriff und Antisemitismus
Spenglers Schrift ist durchsetzt mit Begriffen wie Rasse, Blut und Boden oder Formulierungen, die wie eine Huldigung an den Nationalsozialismus bzw. den Faschismus klingen. Er distanziert sich jedoch vom biologischen Rassenbegriff seiner Zeit. Er schreibt:

„Man glaube doch nicht, daß je ein Volk durch die bloße Einheit der leiblichen Abstammung zusammengehalten wurde und diese Form auch nur durch zehn Generationen hätte wahren können. Es kann nicht oft genug wiederholt werden, daß diese physiologische Herkunft nur für die Wissenschaft und niemals für das Volksbewußtsein vorhanden ist und daß kein Volk sich je für dieses Ideal des ‚reinen Blutes‘ begeistert hat.“

Für Spengler ist eine Rasse etwas Kosmisches, nichts Stoffliches, daher auch nichts biologisch Fassbares. Die Rasse erfülle sich in einem starken Lebensimpuls, der Zukunft verspreche, nicht in einer Ideologie ihrer Reinheit. Im spätesten Zustand der Kultur, der Zivilisation, verliere sich dieses Rassehaft-Gerichtete, nachdem es in der Zeit des Überganges von der Kultur in Zivilisation die furchtbarsten Ausbrüche an Gewalt mit sich brachte. Der geschichtslose Mensch der Spätzeiten kenne die Leidenschaft des Wirkenwollens und Wirkenmüssens nicht mehr. Stattdessen begnüge er sich mit einer Kopie der kulturell ererbten Religionsformen: der zweiten Religiosität.
Das Judentum identifizierte Spengler als ein „zersetzendes Element“, das vernichtend wirke, „wo es auch eingreift“. Juden seien gekennzeichnet durch eine „zynische Intelligenz“ und ihr „Gelddenken“. Daher seien sie zur Anpassung an die abendländische Kultur unfähig und stellten in Europa einen Fremdkörper dar. Mit diesen antisemitischen Geschichtsspekulationen trug Spengler nach Ansicht des deutsch-israelischen Historikers Alexander Bein wesentlich dazu bei, Stereotype über „die Juden“ auch in Kreisen plausibel zu machen, die sich von plumpen judenfeindlichen Geschichtsklitterungen fernhielten.

### Religionen im Vergleich
Im letzten Drittel seines Buches beschäftigt sich Spengler detailliert mit der Religionsgeschichte der westlichen („römisch-griechischen“) bzw. der östlichen („persisch-arabischen“) Welten, wobei er das Christentum mit dem Judentum und den verschiedenen „persischen“ Kulten (beispielsweise mit dem Manichäismus) sowie mit dem römisch-griechischen Kaiser- und Götterkult vergleicht. Er sieht im Christentum eine große, eher zufällig entstandene „orientalisch-arabische“ Sekte des Judentums, die zunächst mit den „persischen“ Kulten vieles gemein hatte und erst durch die erwähnte „Pseudomorphose“ seit Konstantin zur Staatsreligion der westlichen „römisch-griechischen“ Kultur wurde. Dabei betont er den Zusammenhang mit dem Neuplatonismus. Die „östlichen“ bzw. „südlichen“ Teile der christlichen Religion (z. B. die Nestorianer, aber auch die nordafrikanischen Nachfolger von Augustinus) seien später ohne nennenswerten Widerstand im Islam aufgegangen.

### Zweite Religiosität
Die Zweite Religiosität sei eine Art von Trostmittel für die machtlosen Massen der zivilisatorischen Spätzeiten. Die „Fellachenvölker“ würden in der Zeit des so genannten Weltfriedens in Massen hingemordet, dabei aber selbst auf Gewaltanwendung verzichten. Sie würden sich in ihr Schicksal ergeben und Zuflucht in Formen der Religiosität suchen, die sie in der Frühzeit ihrer eigenen Kultur vorfänden. Aufklärung und Rationalismus hätten zwischenzeitlich die Menschen der Religion entfremdet und den Versuch unternommen, sie zur Mündigkeit und Freiheit zu erziehen. Mit dem Niedergang der Freiheitsidee jedoch sei auch der Rationalismus diskreditiert und der Hunger nach Metaphysik melde sich wieder.
Kennzeichen der Zweiten Religiosität sei eine demütige Annäherung an den Mythos der Vorzeit, eine Reprimitivisierung in den Religionsformen und die Neigung zum Synkretismus. Die Zweite Religiosität sei die anorganische künstliche Form der ursprünglichen Religion. Sie schlage den Menschen, der ihr nachhänge, nicht weniger intensiv in Bann, weise aber keine zukunftsfähigen Merkmale mehr auf.

### Formen des Wirtschaftslebens
Geist und Geld stehen für Spengler in einer inneren Beziehung. Sie unterscheide sich, je nachdem, ob das wirtschaftende Subjekt ein Mensch der Kultur oder der Zivilisation sei. Der Kulturmensch treibe Handel mithilfe von Geld, der Mensch der Zivilisation denke in Geld. Letzterer beziehe alles auf die anorganische Größe der abstrakten Zahl. Folglich sei die Periode der Zivilisation die hohe Zeit der Finanzmagnaten, der Börsenspekulanten, des Kunsthandels und der Korruption.
Auch mit Bezug auf den Geldfaktor würden die Kulturen untereinander divergieren. Die Antike habe zur Römerzeit ebenso die Herrschaft des Geldes gekannt – Spengler benutzt dafür den heute belasteten Begriff der Plutokratie – wie die abendländische Moderne im Zeichen der amerikanischen Dominanz und der Weltleitwährung des US-Dollars. Antike Menschen aber hätten unter Geld ganz konkret einen Haufen Münzen verstanden. Abendländisches Gelddenken vollziehe sich Spengler zufolge anders, „faustisch“ sozusagen, „unendlich“. Das Symbol hierfür sei die doppelte Buchführung, die Auffassung des Geldes als dynamische Größe, als Funktion und Machtinstrument. Erst der beginnende Cäsarismus liquidiere, so Spengler, die Allmacht des Denkens in Geld, zusammen mit deren politischer Basis, der Demokratie.
Auf Macht gehe auch die faustische Technik aus. Sie sei mit bloßen Wirtschaftserwägungen nur unzureichend fassbar. Abendländische Technik strebe, vom gotischen Bauerntum bis zur modernen Industrie, nach Herrschaft über die Natur. Der Lebensimpuls der Unendlichkeit ergreife den Herrn der Maschine und mache ihn letztlich zu deren Sklaven. Spengler führt dieses Thema 1931 in seiner Schrift Der Mensch und die Technik weiter aus.
Das ewig-kosmische Fluten im Werden und Vergehen bildet für ihn auch der Geschichte der Ökonomie den metaphysischen Hintergrund:

„Der Krieg ist der Schöpfer, der Hunger der Vernichter aller großen Dinge. Dort wird das Leben durch den Tod gehoben, oft bis zu jener unwiderstehlichen Kraft, deren bloßes Vorhandensein schon den Sieg bedeutet; hier weckt der Hunger jene häßliche, gemeine, ganz unmetaphysische Art von Lebensangst, unter welcher die höhere Formenwelt einer Kultur jäh zusammenbricht und der nackte Daseinskampf menschlicher Bestien beginnt.“

### Zukunftsperspektiven
In seinem Buch erwähnt Spengler vorsichtig die naheliegenden Zukunftsfragen zu den von ihm angesprochenen Problemen. Um sich gegen das aufkommende Russland wenigstens in einer Übergangszeit behaupten zu können, benötige das Abendland eine Zeit des Caesarismus, die durch Technokratie, Imperialismus und Sozialismus gekennzeichnet sein werde. Die bei Abschluss des Buches schon eingetretene Oktoberrevolution spricht er nur beiläufig an. Er sah einen zweiten  Weltkrieg voraus.

## Rezeption
Spenglers Hauptwerk rief Begeisterung ebenso hervor wie Ablehnung. In den 1920er Jahren wurden mehr als 600.000 Exemplare verkauft.
Der Theologe Friedrich Gogarten kommentierte: „Darum ist ein Jubel in uns über das Spenglersche Buch. Es beweist, es mag im Einzelnen stimmen oder nicht, daß die Stunde da ist, wo die feine, kluge Kultur aus eigener Klugheit den Wurm in sich entdeckt und wo das Vertrauen auf die Entwicklung und die Kultur den Todesstoß bekommt. Und das Spenglersche Buch ist nicht das einzige Zeichen.“
Max Scheler kommentierte: „Die ungeheure Wirkung dieses Buches und der aufregende Neuheitseindruck, mit dem es entgegengenommen wurde, ist psychologisch nur aus der Niederlage Deutschlands im Kriege zu verstehen.“
Ernst Cassirer verwies darauf, dass die Methodologie Spenglers bereits vor dem Krieg bei Karl Lamprecht zu finden sei.
In seiner Vorlesung „Einleitung in die Phänomenologie der Religion“ im WS 1920/21 setzte sich Martin Heidegger kritisch mit Spengler auseinander. Auch in seiner Nietzsche-Vorlesung 1937 meinte er: „Welche Offenbarung war es vor zwei Jahrzehnten (1917) für die Menge derer, die mit dem wirklichen Denken und seiner reichen Geschichte unvertraut sind, als Spengler erstmals entdeckt zu haben glaubte, daß jedes Zeitalter und jede Kultur ihre eigene Weltanschauung habe! Gleichwohl war alles nur eine sehr geschickte und geistreiche Popularisierung von Gedanken und Fragen, die längst – und zuletzt von Nietzsche – tiefer gedacht, aber keineswegs bewältigt wurden und bis zur Stunde nicht bewältigt sind.“
Zur Zeit der Betrachtungen eines Unpolitischen lobte Thomas Mann das Werk noch emphatisch und schlug es der Jury des Nietzsche-Preises zur Auszeichnung vor. Es sei ein „Buch voller Schicksalsliebe und Tapferkeit der Erkenntnis, worin man die großen Gesichtspunkte findet, die man heute gerade als deutscher Mensch braucht“. Schon 1922 distanzierte er sich jedoch von Spengler. In seinem ersten Brief aus Deutschland, aus dem 1924 der Essay Über die Lehre Spenglers hervorging, lobte er zwar den literarischen Glanz des Werkes, sprach dem Verfasser aber den humanistischen Pessimismus eines Schopenhauer oder den „tragisch-heroischen“ Charakter Nietzsches ab und charakterisierte ihn als einen „Defätisten der Moralität.“ Das Werk sei fatalistisch und zukunftsfeindlich. „Solche Anmaßung aber und solche Nichtachtung des Menschlichen sind Spenglers Teil […] Er tut nicht wohl daran, Goethe, Schopenhauer und Nietzsche zu Vorläufern seines hyänenhaften Prophetentums zu ernennen.“ Besonders Spenglers Vorstellung, durch Technologie und Zivilisation den Untergang des Abendlandes aufhalten zu können, kritisierte Mann. In einem Brief bekannte er am 5. Dezember 1922, er habe sich „von Nietzsche nicht abgewandt, wenn ich auch seinen klugen Affen, Herrn Spengler, billig gebe“.
Hitler las Spenglers Werk 1924 in der Haft, war aber, wie Rudolf Heß schrieb, „nicht sehr erbaut von ihm“. Als Reichskanzler distanzierte er sich in einer Rede zum Maifeiertag 1935 explizit von dessen Kulturpessimismus: „Nicht Untergang des Abendlandes muß es heißen, sondern Wiederaufstehung [sic!] der Völker dieses Abendlandes!“
Karl Popper greift in seiner Schrift Das Elend des Historizismus u. a. Spengler (und Marx) an, insbesondere deren Annahme, es gebe unabänderliche historische Gesetzmäßigkeiten. Der marxistische Philosoph Georg Lukács kritisierte 1955: „Denn indem er ... Kausalität und Gesetzlichkeit ablehnt, ... indem er an die Stelle der Kausalität die Analogie setzt, macht er das Spielen mit – oft sehr oberflächlichen – Ähnlichkeiten zum Kanon der Forschung. (...) Mit den Maßstäben von Dilthey oder auch von Simmel gemessen, ist also Spengler nicht mehr als ein oft geistreicher, zumeist aber oberflächlicher und leichtfertiger Dilettant.“ Spengler habe Grundgedanken der Lebensphilosophie benutzt, um einen „Sieg des extremen historischen Relativismus zu vollenden“.
Robert Musil bekannte am Ende einer vernichtenden Kritik, andere hätten nur deshalb nicht so viele Fehler gemacht, weil sie nicht die beide Ufer berührende Spannweite besäßen, um so viele Fehler darauf unterzubringen.
Spengler übte mit seinen Ideen auf Arnold J. Toynbee erheblichen Einfluss aus. Der Untergang des Abendlandes lieferte für die ersten Bände von Toynbees Universalgeschichte die "konzeptionelle Blaupause"; nach dem Zweiten Weltkrieg erwähnte Toynbee das zuvor gefeierte Vorbild nicht mehr. Beide, Spengler und Toynbee, beeinflussten auch die Geschichtstheorie von Pitirim Sorokin. Sorokin fand später ebenfalls zu einer Kritik der Thesen Spenglers. Kritisch mit Spengler befasste sich Franz Borkenau, dessen ab 1947 entstandenen Manuskripte unter dem Titel Ende und Anfang 1984 posthum herausgegeben wurden. Samuel P. Huntington rekurriert mit seinen Thesen vom Kampf der Kulturen wesentlich auf Spenglers kulturphilosophisches Hauptwerk.
Auch in anderen geisteswissenschaftlichen Disziplinen ist der Einfluss von Spenglers Untergang wirksam gewesen. Im Bereich der evangelischen Theologie hat etwa Werner Elert Spenglers Ansatz rezipiert und auf Fragen der theologischen Zeitdeutung wie auf die Theologiegeschichte („Morphologie des Luthertums“) bezogen.
Kunstgeschichtlich setzte sich vor allem Hans Sedlmayr in seinem Hauptwerk Verlust der Mitte (1948) mit der Spenglerschen Kulturphilosophie auseinander. Der religiös motivierte Kunsthistoriker sah die Ursache eines solchen Verlusts allerdings weniger in kulturellen Alterungsprozessen als vielmehr im Schwinden der Bedeutung Gottes innerhalb der westlichen Hemisphäre.
In der Geschichtswissenschaft wird Der Untergang des Abendlandes, wie der Theologe Jörg Lauster formuliert, entweder ignoriert oder „vernichtend“ kritisiert.
Der Germanist Sebastian Rosenberger nennt Spenglers Methode, Phänomene unterschiedlicher Zivilisationen aus ganz verschiedenen Epochen als „gleichzeitig“ zu deuten, das heißt als äquivalent innerhalb des von ihm angenommenen Rhythmus von Entstehung, Blüte und Niedergang, „nach wissenschaftlichen Maßstäben nicht rational“. Fast nirgendwo im Untergang des Abendlandes gebe es ein wissenschaftliches Argument. Dies liege daran, dass Spengler Rationalität selbst als eine Verfallsform verstehe. Zwar lehne er biologische Rassentheorien als plump und mechanistisch ab, versuche aber einen geophysisch-agrarischen Rassebegriff zu etablieren, der in der völkischen Bewegung jedoch nicht auf Interesse stieß. Spenglers Ideenwelt sei somit nicht völkisch im Sinne von rassistisch und ausgrenzend. Seine Zivilisationskritik, die Großstadtleben, westliche Demokratie, Sozialismus, Rationalismus und moderne Lebensformen als Indizien des Kulturverfalls abstempelte, sei nur in einem weiteren Sinne als völkisch zu beschreiben.
2013 griff der belgische Althistoriker und Kulturkritiker David Engels den kulturmorphologischen Ansatz Spenglers auf und postulierte anhand eines systematischen Vergleichs von zwölf Krisenindikatoren grundsätzliche Analogien zwischen der Krise der Europäischen Union zu Beginn des 21. Jahrhunderts und dem Untergang der späten Römischen Republik.
Dirk Kurbjuweit merkt 2018 im SPIEGEL zum hundertjährigen Bestehen des Werks an, das Buch lese sich nicht wie eine Betriebsanleitung für Fremdenfeindlichkeit oder wie ein Plädoyer gegen Zuwanderung. Solche Fragen hätten sich Spengler nicht gestellt, da er in einer weitgehend homogenen Gesellschaft lebte. Ihn störte vielmehr eine „Verlotterung der Deutschen“.

## Ausgaben
Oswald Spengler: Der Untergang des Abendlandes – Umrisse einer Morphologie der Weltgeschichte
- Wien: Braumüller, 1918 (Band 1: Gestalt und Wirklichkeit)
- München: C. H. Beck, 1919 (Band 1: Gestalt und Wirklichkeit)
- München: C. H. Beck, 1922 (Band 2: Welthistorische Perspektiven)
- München: C. H. Beck, 1959 (Gekürzte Ausgabe)
- München: C. H. Beck, 1963 (Vollständige Sonderausgabe in einem Band, 141.–157. Tsd. d. 1. Bandes, 120.–136. Tsd. d. 2. Bandes)
- München: Beck, [1965] (Gekürzte Ausgabe, 20.–36. Tsd.)
- München: C. H. Beck, 1969 (Ungekürzte Sonderausgabe in einem Band 158.–166. Tsd. d. 1. bzw. 137.–145. Tsd. d. 2. Bandes d. Gesamtaufl., Nachdr.)
- München: C. H. Beck, 1973 (167.–175. Tsd. d. ersten bzw. 146.–154. Tsd. d. zweiten Bd. d. Gesamtaufl., Nachdr.)
- Berlin, Darmstadt, Wien: Deutsche Buch-Gemeinschaft, [1978] (Ungekürzte Sonderausgabe in 1 Bd.)
- München: C. H. Beck, 1979 (Ungekürzte Sonderausgabe in einem Band, 176.–195. Tsd. d. 1. bzw. 155.–174. Tsd. d. 2. Bandes d. Gesamtaufl.)
- München: Deutscher Taschenbuch-Verlag, 1979 (Ungekürzte Ausgabe, 5. Aufl., 36.–43. Tsd.)
- München: Deutscher Taschenbuch-Verlag, 1980 (Ungekürzte Ausgabe, 6. Aufl., 44.–51. Tsd.)
- München: C. H. Beck, 1980 (Ungekürzte Sonderausgabe in einem Band, 196.–208. Tsd. d. 1. bzw. 175.–187. Tsd. d. 2. Bandes d. Gesamtaufl.)
- Stuttgart: Deutscher Bücherbund, [1981]
- München: Deutscher Taschenbuch-Verlag, 1986 (Ungekürzte Ausgabe, 8. Aufl., 60.–67. Tsd.)
- München: Dt. Taschenbuch-Verl., 1988 (Ungekürzte Ausgabe, 9. Aufl., 68.–73. Tsd.)
- Gütersloh: Bertelsmann-Club, [1989] (Ungekürzte Ausgabe in einem Band)
- München: C. H. Beck, 1990 (Ungekürzte Sonderausgabe in einem Band, 224.–229. Tsd. d. 1. bzw. 203.–208. Tsd. d. 2. Bandes d. Gesamtauflage)
- München: Deutscher Taschenbuch-Verlag, 1991 (Ungekürzte Ausgabe, 10. Auflage)
- München: Deutscher Taschenbuch-Verlag, 1993 (Ungekürzte Ausgabe, 11. Auflage, 80.–85. Tsd.)
- München: Deutscher Taschenbuch-Verlag, 1995 (Ungekürzte Ausgabe, 12. Auflage)
- München: C. H. Beck, 1998 (Ungekürzte Sonderausgabe in einem Band)
- München: Deutscher Taschenbuch-Verlag, März 2006 (Ungekürzte Ausgabe, 17. Auflage)
- Düsseldorf: Patmos Verlag (Albatros Verlag), 2007, ISBN 3-491-96190-4
- Köln: Anaconda Verlag, 2017, ISBN 978-3-7306-0453-3